# キリング・ジョーク
キリング・ジョーク（英語：Killing Joke）は、イングランド出身のロック・バンド。
インダストリアル・ロックの代表的グループとして知られる。ポストパンク勢として実験的な要素を取り入れて進化し続け、その音楽性は1990年代以降のオルタナティヴ・ロックをはじめ、様々なジャンルのアーティストに影響を与えた。

## 来歴

### 結成期
1978年、ロンドンにてジャズ・コールマン（ボーカル、キーボード）とポール・ファーガソン（ドラム）で結成し、翌1979年にジョーディー・ウォーカー（ギター）と、ドラゴンフライ・レコーズを創始するマーティン “ユース” グローヴァー（ベース）が加わる。
同年にEP『Turn to Red』をリリース、これがBBCのピール・セッションで取り上げられ、バンドはEGとの契約を結んだ。初期の音楽は厚いギターサウンドと激しいドラムビートの反復を特徴とするものだったが、1980年代を通して徐々にシンセサイザーをメインにすえた、一般的なニュー・ウェイヴ・サウンドに近づいてゆく。この路線では一部音楽マニアの支持を得たが、音楽チャート上に売れた曲は「ラヴ・ライク・ブラッド」ぐらいであった。
1980年代の終わりにはメンバーの相次ぐ離脱で崩壊しかけたが、新メンバーを補充して乗り切った。その後、オリジナル・メンバーであるユースが復帰して、シンセサイザーの打ち込みとメタリックなギターサウンドによるラウドなサウンドで『パンデモニウム』『デモクラシー』の2作をリリースした。

### 再始動
その後、再び7年近い空白を経て、原点回帰するかのようなバンド的なサウンド作りへと方向を変えた、セルフタイトルの作品『キリング・ジョーク』を発表したが、ユースが再度脱退している。2006年には『ホザンナ・フロム・ヘル』をリリースした。2007年から2008年にかけては、各レーベルから再発盤が発売された。
旧メンバーのポール・レイヴンは、1980年代と2003年作『キリング・ジョーク』以降の作品でベースを担当していたが、2006年にミニストリーの活動に招かれ一時離脱。バンドに籍を置いたまま、2007年10月20日、46歳で死去した。死因は特定されていないが、心筋梗塞とみられている。バンドは公式サイトにて「我々は地球上、そして兄弟の中で最も愉快な男が何も言わずこの世を去ったことに深く傷ついている。レイヴンの面影を想像を絶する悲しみと共に感じている」とコメントした。
2008年、オリジナルドラマーのポール・ファーガソンが、レイヴンの死去を機にコールマンと和解し21年ぶりに復帰、ベースのユースも再度の復帰を果たした。

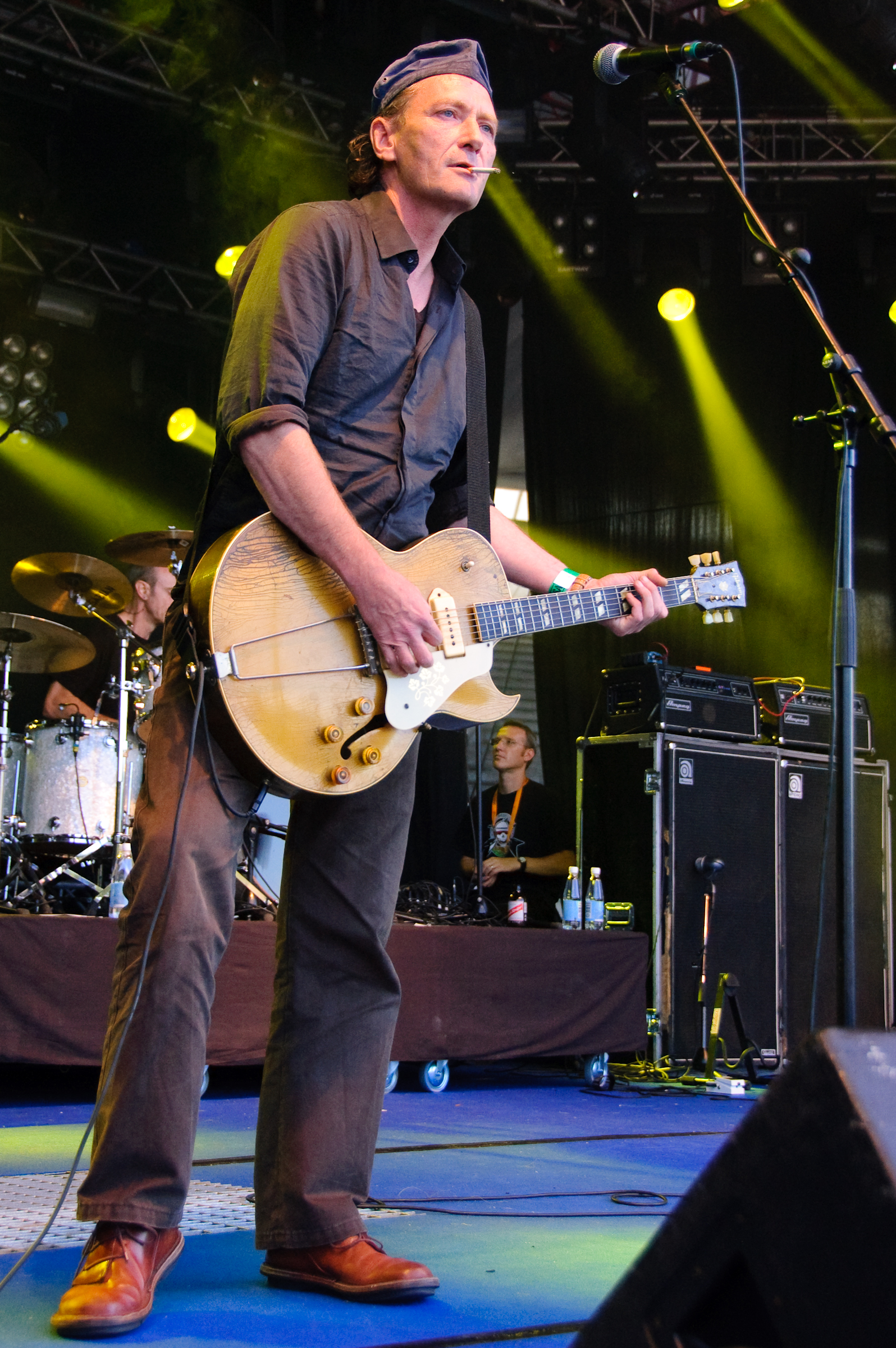
ジョーディー・ウォーカー (2009年)

2023年、中心メンバーのジョーディー・ウォーカーが死去。これでデビュー以来、全期に渡って在籍しているメンバーはジャズ・コールマンのみとなった。

## メンバー
※2023年11月時点

### 現ラインナップ
- ジャズ・コールマン (Jeremy "Jaz" Coleman) - ボーカル、キーボード (1978年–1996年、2002年– )
- ユース (Martin "Youth" Glover) - ベース (1979年–1982年、1992年–1996年、2002年–2003年、2008年– )
- ポール・ファーガソン (Paul Ferguson) - ドラムス (1978年–1987年、2008年– )

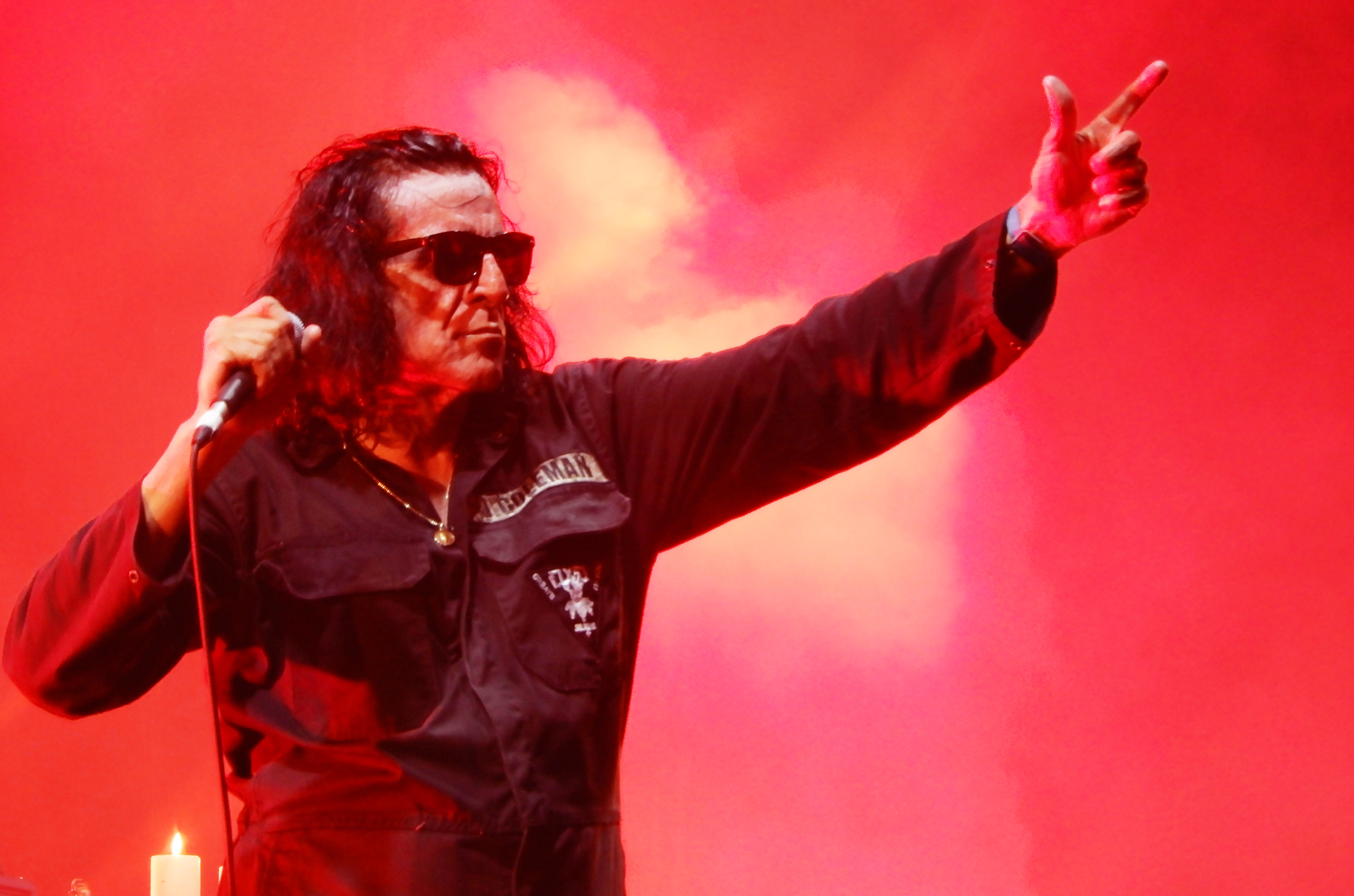
ジャズ・コールマン(Vo) 2022年
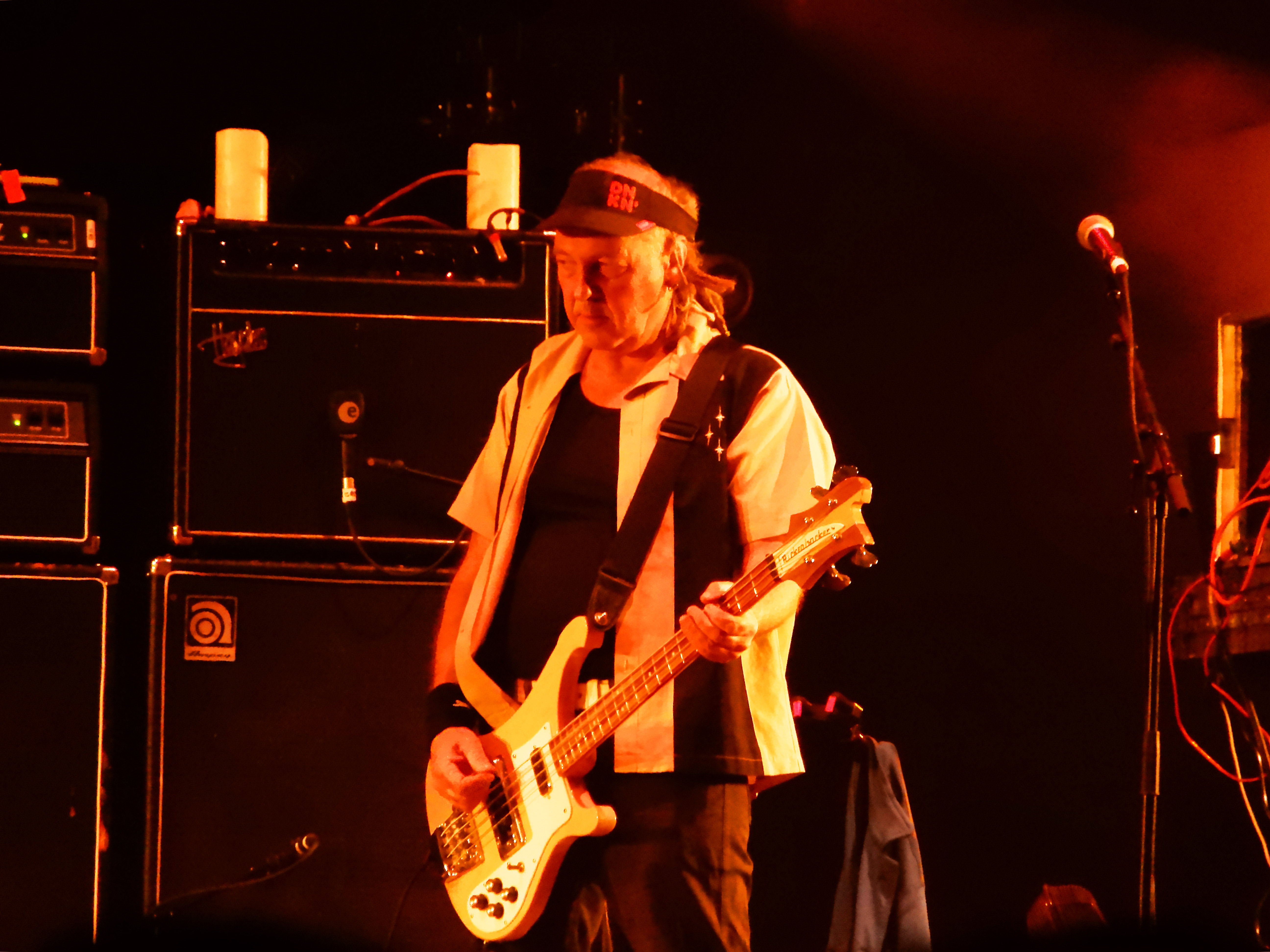
ユース(B) 2022年
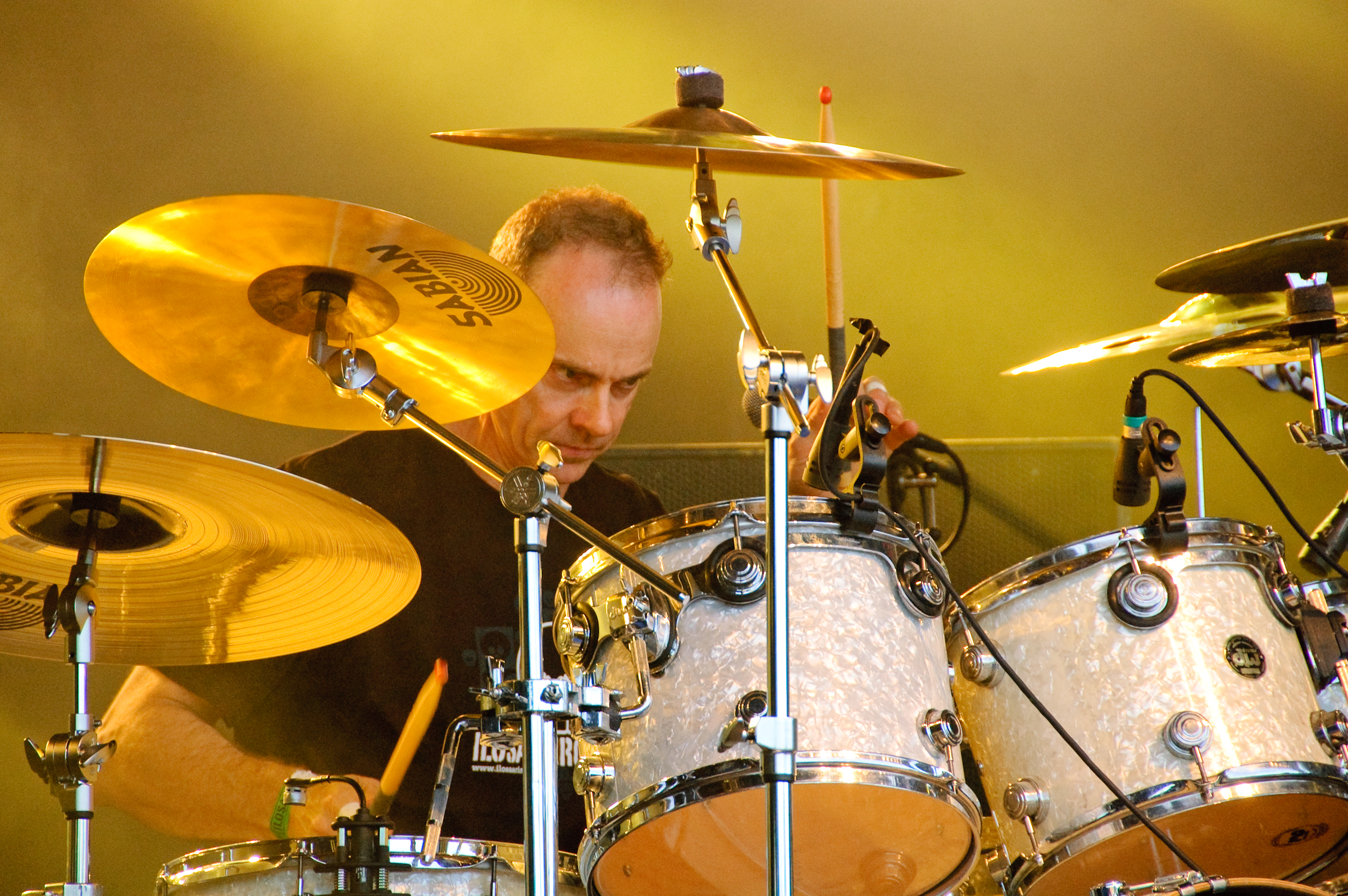
ポール・ファーガソン(Ds) 2009年

### 旧メンバー
- ジョーディー・ウォーカー (Kevin "Geordie" Walker) - ギター (1979年–1996年、2002年–2023年) ※2023年死去
- ポール・レイヴン (Paul Raven) – ベース (1982年–1987年、1990年–1991年、2003年–2007年) ※2007年死去
- マーティン・アトキンズ (Martin Atkins) – ドラム (1988年–1991年)
- デイヴ・ボール (Dave "Taif" Ball) – ベース (1988年–1990年)
- ジェフ・ダグモア (Geoff Dugmore) – ドラム (1994年–1996年)
- ベン・カルバート (Ben Calvert) – ドラム (2005年–2008年)

### 創設者ジャズ・コールマン

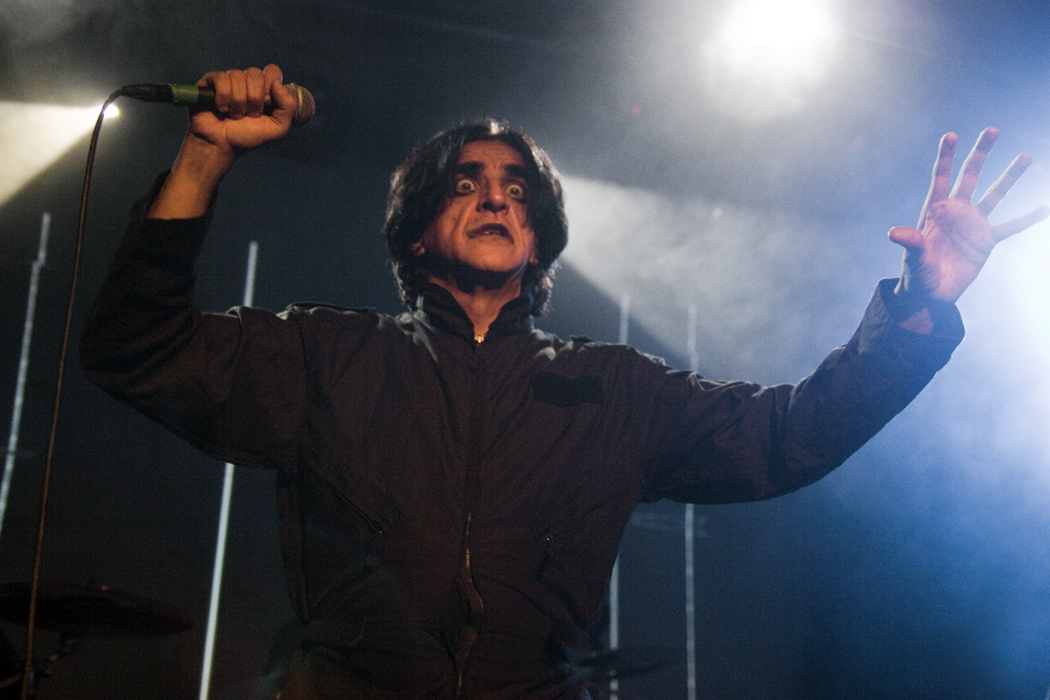
創設者ジャズ・コールマン (2012年)

ジャズ・コールマンはプログレッシブ・ロック・バンド「ピンク・フロイド」の古くからのファンであり、またクラシックの素養があったので、ユースと共に『狂気 ピンク・フロイド・シンフォニック』なるピンク・フロイドの曲をオーケストラにアレンジした企画作品を、1995年に制作している。
2012年、ジャズ・コールマンによる行方不明騒動が起こる。後に本人は、ソロ・アルバム制作の一環としてアフリカ・西サハラで遊牧民的な滞在をしていたと明かし、この事件が大きく報道された。

## 来日公演
- 1985年4月22日 新宿厚生年金会館（東京）、25日 毎日ホール（大阪）
- 2006年7月30日 フジ・ロック・フェスティバル（レッドマーキー）
- 2008年9月11日＆12日　duo MUSIC EXCHANGE（東京）

## ディスコグラフィ

### スタジオ・アルバム
- 『黒色革命』 - Killing Joke (1980年)
  - このアルバムに収録された『Wardance』はTHE MAD CAPSULE MARKETS、『The Wait』はメタリカにカヴァーされている。
- 『リーダーに続け』 - What's THIS For...! (1981年)
- 『神よりの啓示』 - Revelations (1982年)
- 『ファイアー・ダンス』 - Fire Dances (1983年)
- 『暴虐の夜』 - Night Time (1985年)
- 『漆黒の果て』 - Brighter Than a Thousand Suns (1986年)
- 『アウトサイド・ザ・ゲート』 - Outside the Gate (1988年)
- 『怒涛』 - Extremities, Dirt & Various Repressed Emotions (1990年)
- 『パンデモニウム』 - Pandemonium (1994年)
- 『デモクラシー』 - Democracy (1996年)
- 『キリング・ジョーク』 - Killing Joke (2003年) ※デイブ・グロールがドラムで参加
- 『ホザンナ・フロム・ザ・ヘル』 - Hosannas from the Basement of Hell (2006年)
- 『宣戦布告』 - Absolute Dissent (2010年)
- MMXII (2012年)
- Pylon (2015年)